# Lepidopterologie

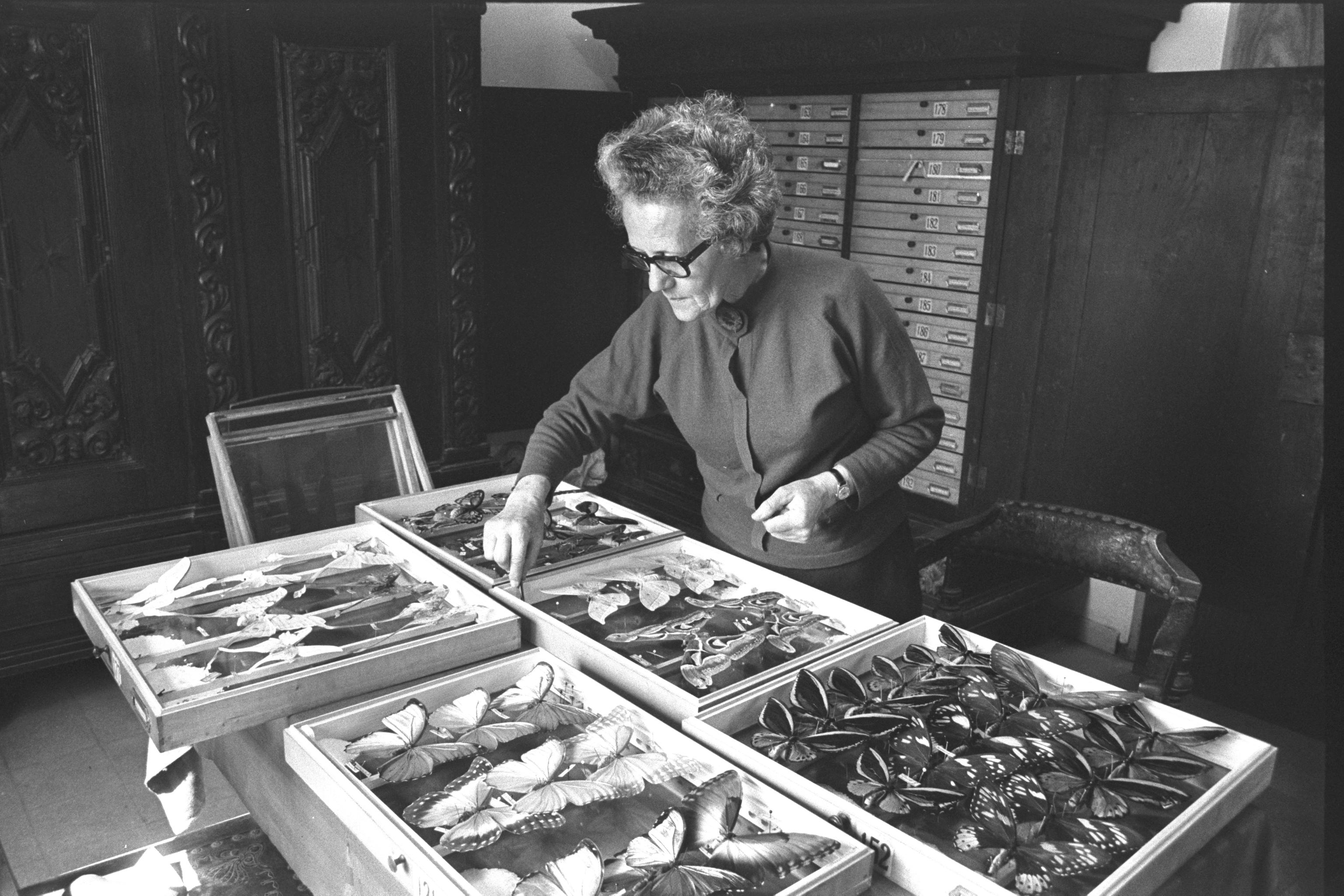
Schmetterlingssammlung im Kibbuz Glil Yam (1971)

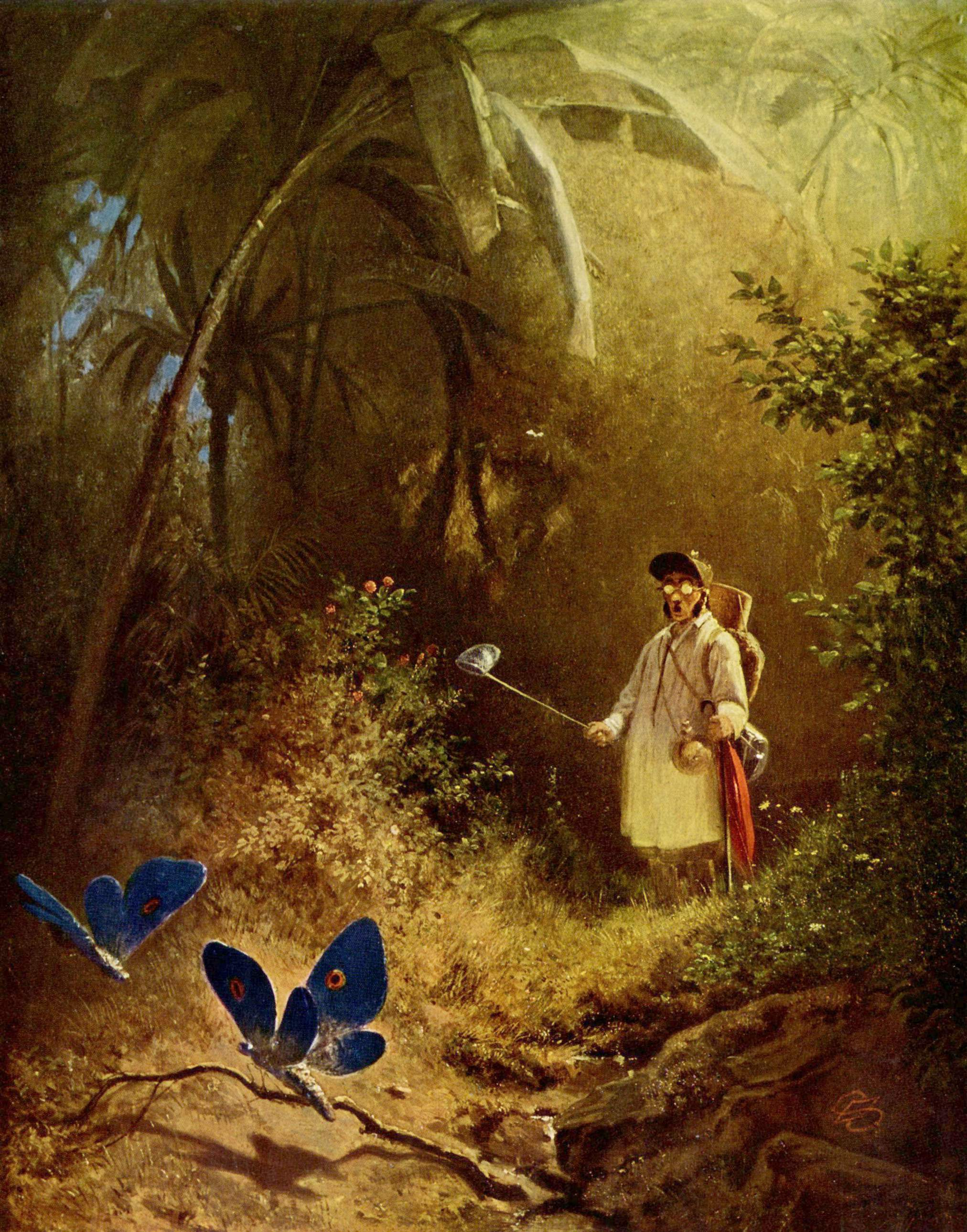
Der Schmetterlingsjäger von Carl Spitzweg (1840)

Die Lepidopterologie oder Schmetterlingskunde (altgriechisch λεπίς lepís (Genitiv lepídos) ‚Schuppe‘ und altgriechisch πτερόν pterón, deutsch ‚Flügel‘ und -logie) ist ein Teilgebiet der Entomologie (Insektenkunde) und damit der Zoologie. Sie befasst sich mit der Erforschung von Schmetterlingen.

## Berühmte Lepidopterologen
- Maria Sibylla Merian (1647–1717)
- Jean Baptiste Alphonse Dechauffour de Boisduval (1799–1879)
- Eugen Johann Christoph Esper (1742–1810)
- Johann Christian Fabricius (1745–1808)
- Margaret Fountaine (1862–1940)
- Christian Friedrich Freyer (1794–1885)
- Karel Hrubý (1910–1962)
- Jacob Hübner (1761–1826)
- Edward Meyrick (1854–1938)
- Friedhelm Nippel (1944–1993)
- Rudolf Püngeler (1857–1927)
- Walter Rothschild, 2. Baron Rothschild (1868–1937)